# Arab nemzetek kupája
Az arab nemzetek kupája (arabul: كأس الأمم العربية) egy az UAFA által kiírt nemzetközi labdarúgótorna az arab államok labdarúgó-válogatottjai számára. Az első kupát 1963-ban rendezték.
A jelenlegi címvédő Algéria, a legsikeresebb Irak csapata 4 győzelemmel.

## Eddigi eredmények
| Év                | Rendező      |                                                                    | Döntő                                                              | Döntő                                                              | Döntő                                                              |                                                                    | Bronzmérkőzés                                                      | Bronzmérkőzés | Bronzmérkőzés |
| Év                | Rendező      | Győztes                                                            | Eredmény                                                           | Döntős                                                             | 3. helyezett                                                       | Eredmény                                                           | 4. helyezett                                                       |               |               |
| 1963 Részletek    | Libanon      | · Tunézia                                                          | [mj 1]                                                             | · Szíria                                                           | · Libanon                                                          | [mj 1]                                                             | · Kuvait                                                           |               |               |
| 1964 Részletek    | Kuvait       | · Irak                                                             | [mj 1]                                                             | · Líbia                                                            | · Kuvait                                                           | [mj 1]                                                             | · Libanon                                                          |               |               |
| 1966 Részletek    | Irak         | · Irak                                                             | 2 – 1                                                              | · Szíria                                                           | · Líbia                                                            | 6 – 1                                                              | · Libanon                                                          |               |               |
| 1982              |              | A kiadás minősítés során törölték az 1982-es libanoni háború miatt | A kiadás minősítés során törölték az 1982-es libanoni háború miatt | A kiadás minősítés során törölték az 1982-es libanoni háború miatt | A kiadás minősítés során törölték az 1982-es libanoni háború miatt | A kiadás minősítés során törölték az 1982-es libanoni háború miatt | A kiadás minősítés során törölték az 1982-es libanoni háború miatt |               |               |
| 1985 Részletek    | Szaúd-Arábia | · Irak                                                             | 1 – 0                                                              | · Bahrein                                                          | · Szaúd-Arábia                                                     | 0 – 0 (4 – 1) (b.u.)                                               | · Katar                                                            |               |               |
| 1988 Részletek    | Jordánia     | · Irak                                                             | 1 – 1 (4 – 3) (b.u.)                                               | · Szíria                                                           | · Egyiptom                                                         | 2 – 0                                                              | · Jordánia                                                         |               |               |
| 1992(1) Részletek | Szíria       | · Egyiptom                                                         | 3 – 2                                                              | · Szaúd-Arábia                                                     | · Kuvait                                                           | 2 – 1                                                              | · Szíria                                                           |               |               |
| 1998 Részletek    | Katar        | · Szaúd-Arábia                                                     | 3 – 1                                                              | · Katar                                                            | · Kuvait                                                           | 4 – 1                                                              | · Egyesült Arab Emírségek                                          |               |               |
| 2002(2) Részletek | Kuvait       | · Szaúd-Arábia                                                     | 1 – 0                                                              | · Bahrein                                                          | Jordánia és Marokkó                                                | Jordánia és Marokkó                                                | Jordánia és Marokkó                                                |               |               |
| 2009 Részletek    |              | Törölve a selejtezők közben                                        | Törölve a selejtezők közben                                        | Törölve a selejtezők közben                                        | Törölve a selejtezők közben                                        | Törölve a selejtezők közben                                        | Törölve a selejtezők közben                                        |               |               |
| 2012 Részletek    | Szaúd-Arábia | · Marokkó                                                          | 1 – 1 (3 – 1) (b.u.)                                               | · Líbia                                                            | · Irak                                                             | 1 – 0                                                              | · Szaúd-Arábia                                                     |               |               |
| 2021 részletek    | Katar        | · Algéria                                                          | 2 – 0 (h.u.)                                                       | · Tunézia                                                          | · Katar                                                            | 0 – 0 (5 – 4) (b.u.)                                               | · Egyiptom                                                         |               |               |

- h.u. – hosszabbítás után
- b.u. – büntetők után
- n.r. – nem rendeztek bronzmérkőzést

## Éremtáblázat
| Poz. | Ország                  |   |   |   |   |
| ---- | ----------------------- | - | - | - | - |
| 1.   | Irak                    | 4 | 0 | 1 | 5 |
| 2.   | Szaúd-Arábia            | 2 | 1 | 1 | 4 |
| 3.   | Egyiptom                | 1 | 0 | 1 | 2 |
| 3.   | Tunézia                 | 1 | 1 | 0 | 2 |
| 4.   | Marokkó                 | 1 | 0 | 0 | 1 |
| 4.   | Algéria                 | 1 | 0 | 0 | 1 |
| 6.   | Szíria                  | 0 | 3 | 0 | 3 |
| 7.   | Líbia                   | 0 | 2 | 1 | 3 |
| 8.   | Bahrein                 | 0 | 2 | 0 | 2 |
| 8.   | Katar                   | 0 | 1 | 1 | 2 |
| 10.  | Kuvait                  | 0 | 0 | 3 | 3 |
| 11.  | Libanon                 | 0 | 0 | 1 | 1 |
| 12.  | Jordánia                | 0 | 0 | 0 | 0 |
| 13.  | Egyesült Arab Emírségek | 0 | 0 | 0 | 0 |